# The Old Blue Mayor She Ain't What She Used to Be
"The Old Blue Mayor She Ain't What She Used to Be" (La vieja alcaldesa azul no es lo que era antes en Hispanoamérica y La del pelo azul ya no es lo que era en España) es el sexto episodio de la vigesimonovena temporada de la serie de dibujos animados Los Simpson y el episodio 624 de la serie en general. Se emitió en los Estados Unidos en Fox el 12 de noviembre de 2017.

## Argumento
La pista del viejo Springfield Monorriel (de "Marge vs. the Monorail") se convierte en un "sky park". En la inauguración oficial, Mayor Quimby enciende la electricidad que hace que el carro monorraíl active y destruya el malecón, bajando por Sebastian Cobb en el proceso antes de finalmente descarrilar y estrellarse contra una estatua conmemorativa de Leonard Nimoy.
En una reunión del ayuntamiento sobre el desastre, el alcalde Quimby se encoge de hombros ante las sugerencias de Marge con comentarios de sexista después de lo cual su familia la anima a postularse contra él para Alcalde de Springfield. Después de una caída inicial en las encuestas de opinión, una promesa en el debate de los candidatos de apagar el fuego de las llantas empuja su apoyo por encima de Quimby, finalmente ganando la elección.
Sin embargo, cuando los bulldozers llegan al incendio de la llanta, Marge siente simpatía por el operador del puesto de recuerdos del monumento que se ha encadenado a las puertas en protesta, y los llama cuando se le acusa de romper su promesa. Cuando Marge y su equipo de apoyo regresan al incendio de llantas para ofrecerse a comprar el puesto de recuerdos, ella insulta accidentalmente al dueño que aún está encadenado al enterarse de que era un veterano[de la guerra de Vietnam] cuyo mejor amigo murió pisando una mina terrestre. Esto perjudica aún más su apoyo.
En un intento por recuperar votantes, Marge realiza una transmisión en vivo desde la cocina de Simpson que es vista y calificada en vivo por su equipo de apoyo (compuesto por Lindsay Neagle, Profesor Frink, y Julio de Three Gays of the Condo) y un grupo de enfoque. Durante esto, ella castiga las avergonzantes payasadas de Homer, llenando la habitación de risas y haciendo que su tasa de aprobación se dispare. Como resultado, se le anima a seguir burlándose públicamente de Homero, que recibe un sándwich con su nombre, y de su propio globo en el Desfile del Día de Acción de Gracias que "se tira pedos" confeti.
Cuando ve cómo Homer se ha convertido en el hazmerreír, visita a Quimby en su casa para preguntarle si es posible equilibrar ser un buen líder y tener una vida familiar. Le dice que no lo es, pero que la primera noche fuera de la oficina, se dio cuenta de lo atraído que está por su esposa Martha. También le da las gracias a Marge por "devolver a su marido".
En el bautizo de un tapa de alcantarilla, Marge rompe con el guion que Lindsay le da y profesa su amor por Homer. La multitud se va murmurando de decepción.
Ocho años después, en la escena final, Marge y Homer recorren una sala dedicada a su carrera política. Marge sugiere saltarse una de las exposiciones a las que se acercan, pero Homer señala que tienen que pasar a través de ella para llegar a la cafetería del edificio. Luego pasaron por la exposición que reveló que ella era impeached y Quimby fue reinstalado como el Alcalde de Springfield. Aparentemente Homer se arrepiente por no aguantar las humillaciones.

## Recepción
Dennis Perkins de The A.V. Club dio al episodio una B, declarando que "'The Old Blue Mayor She Ain't What She Used to Be' se compromete a examinar cómo el ascenso de Marge al poder como el nuevo alcalde de Springfield se basa en cómo la gente del pueblo, irresponsablemente influenciada, es susceptible a la manipulación basada en sus instintos más bajos y egoístas. Los Simpson no es un espectáculo cínico, sino que resiste la tentación de demonizar o leonizar la mentalidad cívica o el patriotismo. La gente de Springfield, esta noche, acuden en masa a Marge no porque ella sea claramente una mejor candidata y persona que el perennemente elegido, mujeriego, caricaturescamente corrupto Diamante Joe Quimby, sino porque el operativo político residente Lindsey Naegle la convence de usar la campaña del profesor Frink "de Springfield".
"The Old Blue Mayor She Ain't What She Used to Be" obtuvo una puntuación de 1,9 con una acción de 7 y fue visto por 4,75 millones de personas, lo que lo convierte en el programa mejor valorado de la noche por Fox.